# Keresztes Orsi
Keresztes Orsi, asszonyneve: Balonyi Orsolya,  magyar modell, manöken az 1960-as években, Magyarország első szupermodellje.

## Élete
Az 1950–1960-as években Keresztes Orsi a kifutó mellett kereskedelmi kiadványokban, képes magazinokban, plakátokon, naptárakon szerepelt. Már 1959-ben szerepelt az Ez a Divat címlapján is. 1963-ban Orsit, aki éppen Rómában vendégszerepelt, mint a korszak legprofibb manökenjét szólaltatták meg a divatlapban.
Rotschild Klára bemutatóin válogatott modellek lépdeltek a kifutón. A híres szalon manökenjei voltak a legkiváltságosabbak az akkori divatéletben. Különleges nők voltak, nagyon vékony derékkal. Bár Magyarországon nem nagyon hordtak az emberek fűzőt, a Rotschild lányoknak ez kötelező volt. Rotschild Klára mindenkinek megrendelte Párizsból a saját méretében. A Rotschild lányok egyike volt Keresztes Orsi.
Az egyik legkülönlegesebb modell volt, egyedüli a magyar manökenek közül, aki ebben az időben külföldön is dolgozott. Teljesen másképp nézett ki, mint az akkori magyar manökenideál.
Elsők között szerepelt a párizsi nagy divatházak bemutatóin, a Nina Ricci kifutóján, és a legszebb hazai haute couture modelleket is viselte a légiesen karcsú, arisztokratikus megjelenésű  Keresztes Orsi.

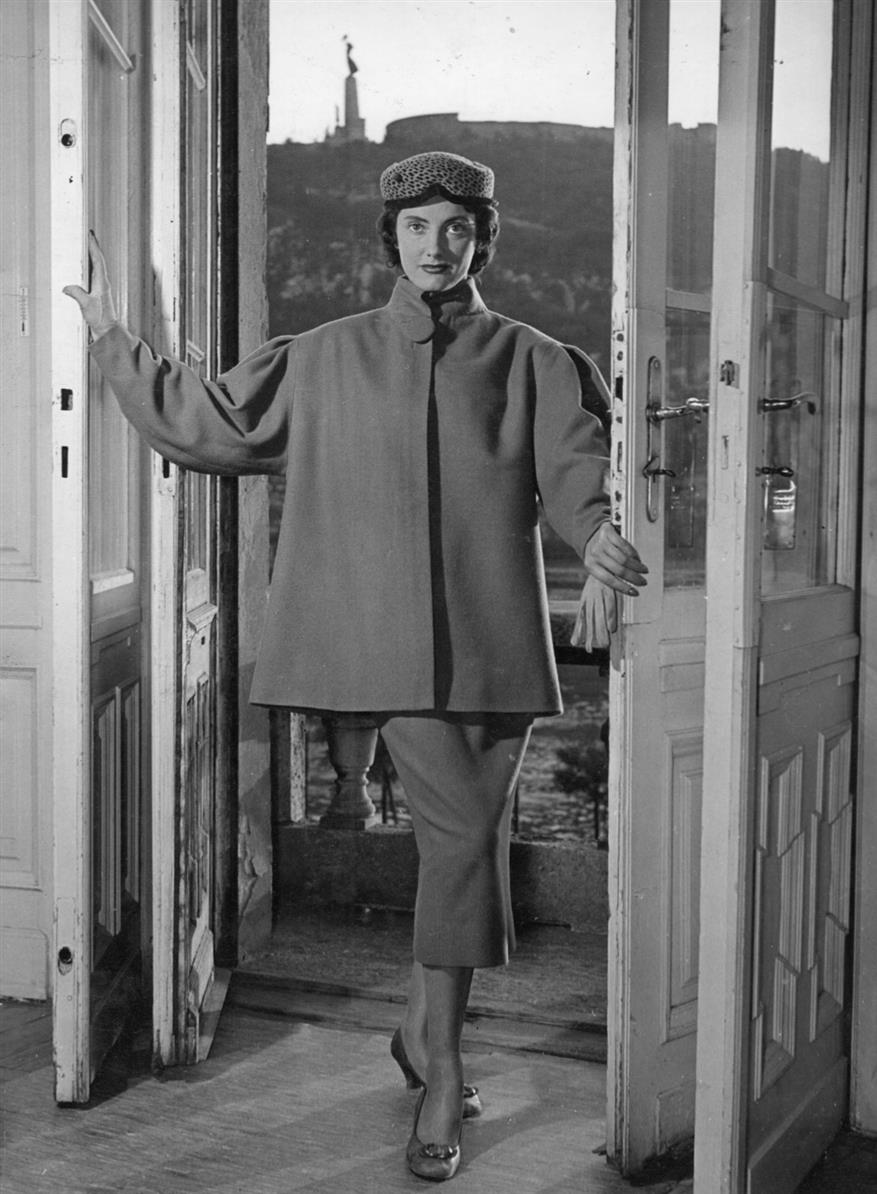
Fotó: Bauer Sándor

Több fotóssal dolgozott, például Faragó Ilona fotóművésszel is. 2 lánya van, Krisztina és Kyra, manökenek.
…én is találkoztam ilyen úriasszonyokkal, akiktől nagyon sokat lehetett tanulni öltözködésben. Például, amikor megnyílt az üzletünk a Stúdióval, akkor Erdélyi Mici, a két világháború közötti híres színésznő, lett a direktriszünk. Olyan hatvan, inkább hetvenfelé lehetett. Ő szolgált ki az üzletben, megvolt hozzá a stílusa. […] Emlékszem, amikor jöttek be az üzletbe ezek az idősebb hölgyek. Nagyon tetszettek, mert ugyan nagyon ódivatú módon, de finoman öltözködtek. Megmaradtak a ruháik és tudtak vigyázni magukra, hogy ne hízzanak meg. Ilyen született elegancia volt az Orsiban (Keresztes Orsi, asszony neve: Bölöni Orsolya), aki bárónő volt. Fotómodellként és manökenként is dolgozott abban az időben. Azért volt olyan ápolt és más, mert volt hozzá érzéke. A fotózáshoz a kesztyűk és a többi a családi hagyatékából jött. Érdekes dolgok voltak ezek, ahogy az élet zajlott akkor. Élni kellett. Még a főiskolán is állt nekünk modellt.